# Brachyolene
Brachyolene is een kevergeslacht uit de familie van de boktorren (Cerambycidae). De wetenschappelijke naam van het geslacht werd voor het eerst geldig gepubliceerd in 1914 door Aurivillius.

## Soorten
Brachyolene omvat de volgende soorten:
- Brachyolene albosignata Breuning, 1958
- Brachyolene albostictica Breuning, 1948
- Brachyolene brunnea Aurivillius, 1914
- Brachyolene capensis Breuning, 1970
- Brachyolene flavolineata Breuning, 1951
- Brachyolene nigrescens Breuning, 1977
- Brachyolene ochreosignata Breuning, 1940
- Brachyolene picta (Breuning, 1938)
- Brachyolene pictula Breuning, 1940
- Brachyolene seriemaculata Breuning, 1942